# 等澍院
等澍院（とうじゅいん）は、北海道様似郡様似町にある天台宗の寺院。山号は歸嚮山（ききょうざん）。

## 概要
文化元年（1804年）、江戸幕府の蝦夷地統治およびアイヌ教化政策の一環として建立された蝦夷三官寺の1つとして日高国様似郡に創建される。正式名称は歸嚮山厚澤寺等澍院。当時仏教を信仰していなかったアイヌの居住地域に立てられたために檀家もおらず、幕府から年間100俵の禄米などを支給されることで寺を維持してきた。ところが、明治維新によって保護を失うと急速に衰退、明治18年（1885年）に廃寺に追い込まれる。その後、明治32年（1899年）になって再興され、以後国道建設などで場所を移転をしつつ、今日に至っている。
院名は、「仏の法を以て等しく澍（うるお）す」という意味。「澍」は「さんずい」である。間違って「等樹院」と書かれることがある。

## 文化財
江戸時代の文書・記録類15点と百万遍念珠箱1点、計16点が「蝦夷三官寺等澍院関係資料」の名称で重要文化財に指定されている（様似町郷土館に寄託）。

## 所在地
北海道様似郡様似町潮見台１１−４